# Akio Johnson Mutek
Akio Johnson Mutek (* 2. Januar 1958 in Lodwara Tala, Sudan; † 18. März 2013 in Nairobi, Kenia) war Bischof von Torit.

## Leben
Akio Johnson Mutek wuchs wegen des Bürgerkriegs im Sudan mit seiner Familie in Uganda auf. Im Jahr 1982 trat er in das Priesterseminar von Juba ein und studierte Philosophie. Von 1984 bis 1988 studierte er Katholische Theologie im Seminar in Khartum. Er empfing am 18. Dezember 1988 die Priesterweihe. Er war in der Seelsorge tätig in Khartum und Bahati in der Diözese Nakuru in Kenia (1989–90) sowie in Torit, der Hauptstadt des Bundesstaates Eastern Equatoria im Südsudan. Aufgrund der Einnahme von Torit durch Regierungstruppen wurde er gezwungen, nach Kampala, der Hauptstadt Ugandas, zu fliehen. Er absolvierte ab 1991 Studien in den USA und von 1992 bis 1996 ein Studium der Sozialen Kommunikation an der Maryknoll School of Theology in Maryknoll, New York. 1996 wurde er Generalvikar der Diözese Torit.
Papst Johannes Paul II. ernannte ihn am 18. Mai 1999 zum Titularbischof von Suava und zum Weihbischof in Torit. Die Bischofsweihe spendete ihm der Apostolische Nuntius im Sudan, Marco Dino Brogi OFM, am 15. August desselben Jahres; Mitkonsekratoren waren Paulino Lukudu Loro MCCJ, Erzbischof von Juba, und Paride Taban, Bischof von Torit.
Papst Benedikt XVI. ernannte ihn am 9. Juni 2007 zum Bischof von Torit.
Mutek starb im März 2013 im Alter von 55 Jahren an den Folgen zweier Nierentransplantationen in Nairobi.